# Alhassane Bangoura
Pour les articles homonymes, voir Bangoura.
Alhassane « Lass » Bangoura, né le 30 mars 1992 à Conakry (Guinée), est un footballeur international guinéen. Il joue au poste d'ailier droit. Il est actuellement libre de tout contrat.

## Biographie
Formé à l'Étoile de Guinée, Lass Bangoura arrive en 2010 au Rayo Vallecano où il continue sa formation. Dans sa première année au club madrilène, le jeune attaquant marque 23 buts en 25 matchs, avec la réserve; il ne passe pas inaperçu : il fait plusieurs apparitions avec l'équipe première en Liga Adelante, la deuxième division espagnole; puis, Lass Bangoura est appelé en équipe nationale de Guinée. 
Rayo Vallecano termine deuxième de son championnat et monte en Liga BBVA; à partir de la saison 2011-2012, l'attaquant guinéen devient titulaire en équipe première. Bangoura fait ses débuts en Liga, le 28 août 2011, jouant 31 minutes dans un match nul 1-1 à l'extérieur contre l'Athletic Bilbao. Le 23 octobre, il marque un but lors d'une victoire de 2-0 contre Real Betis. Le 19 février 2012, il réussit un doublé, contre Levante UD [(victoire, 5 à 3).
Avec l'équipe nationale, il participe à la CAN 2012.
Ses qualités techniques et sa vitesse l'ont fait désigner comme le meilleur joueur du club de la banlieue de Madrid, lors de la saison 2013-2014.
Mais ses relations se dégradent avec l'entraîneur de Rayo: en janvier 2015, Lass est prêté à Grenade jusqu'à la fin de la saison puis retourne au Rayo Vallecano. 
Ne rentrant toujours pas dans les choix de l'entraîneur, le 1er février 2016, Lass Bangoura est prêté sans option d'achat au Stade de Reims, jusqu'à fin juin 2016. Il joue son premier match de Ligue 1, le 3 février, lors de la réception du SCO Angers (victoire, 2 à 1), remplaçant Mohamed Fofana, à la mi-temps de la rencontre.

## Statistiques
| Saison                | Club                  | Championnat           | Championnat | Championnat | Coupe nationale | Coupe nationale | Coupe de la Ligue | Coupe de la Ligue | Compétition(s) continentale(s) | Compétition(s) continentale(s) | Compétition(s) continentale(s) | Total | Total |
| Saison                | Club                  | Division              | M.          | B.          | M.              | B.              | M.                | B.                | Comp.                          | M.                             | B.                             | M.    | B.    |
| 2010-2011             | Rayo Vallecano        | Liga Adelante         | 4           | 0           | -               | -               | -                 | -                 | -                              | -                              | -                              | 4     | 0     |
| 2011-2012             | Rayo Vallecano        | Liga                  | 28          | 3           | 1               | 0               | -                 | -                 | -                              | -                              | -                              | 29    | 3     |
| 2012-2013             | Rayo Vallecano        | Liga                  | 32          | 3           | 2               | 0               | -                 | -                 | -                              | -                              | -                              | 34    | 3     |
| 2013-2014             | Rayo Vallecano        | Liga                  | 28          | 0           | 3               | 0               | -                 | -                 | -                              | -                              | -                              | 31    | 0     |
| 2014-2015             | Rayo Vallecano        | Liga                  | 1           | 0           | 0               | 0               | -                 | -                 | -                              | -                              | -                              | 1     | 0     |
| 2015-2016             | Rayo Vallecano        | Liga                  | 16          | 0           | 3               | 2               | -                 | -                 | -                              | -                              | -                              | 19    | 2     |
| Sous-total            | Sous-total            | Sous-total            | 109         | 6           | 9               | 2               | -                 | -                 | -                              | -                              | -                              | 118   | 8     |
| 2014-2015             | Grenade CF (prêt)     | Liga                  | 14          | 0           | 1               | 1               | -                 | -                 | -                              | -                              | -                              | 15    | 1     |
| Sous-total            | Sous-total            | Sous-total            | 14          | 0           | 1               | 1               | -                 | -                 | -                              | -                              | -                              | 15    | 1     |
| 2015-2016             | Stade de Reims (prêt) | Ligue 1               | 5           | 1           | -               | -               | -                 | -                 | -                              | -                              | -                              | 5     | 1     |
| Sous-total            | Sous-total            | Sous-total            | 5           | 1           | -               | -               | -                 | -                 | -                              | -                              | -                              | 5     | 1     |
| Total sur la carrière | Total sur la carrière | Total sur la carrière | 128         | 7           | 10              | 3               | 0                 | 0                 | -                              | 0                              | 0                              | 138   | 10    |

## Palmarès
- Vice-champion de deuxième division espagnole 2011